# Hütscheroda
Hütscheroda is een nederzetting in de Duitse gemeente Hörselberg-Hainich in  Thüringen. De gemeente maakt deel uit van het Wartburgkreis.  De plaats wordt voor het eerst genoemd in een oorkonde uit 1239. Voor 2007 maakte het dorp deel uit van de gemeente Behringen.